# Шабаліни (Котельницьке сільське поселення)
Шаба́ліни (рос. Шабалины) — присілок у складі Котельницького району Кіровської області, Росія. Входить до складу Котельницького сільського поселення.
Населення становить 82 особи (2010, 80 у 2002).
Національний склад станом на 2002 рік — росіяни 97 %.